# Klasyfikacja bezpieczeństwa zapachowego

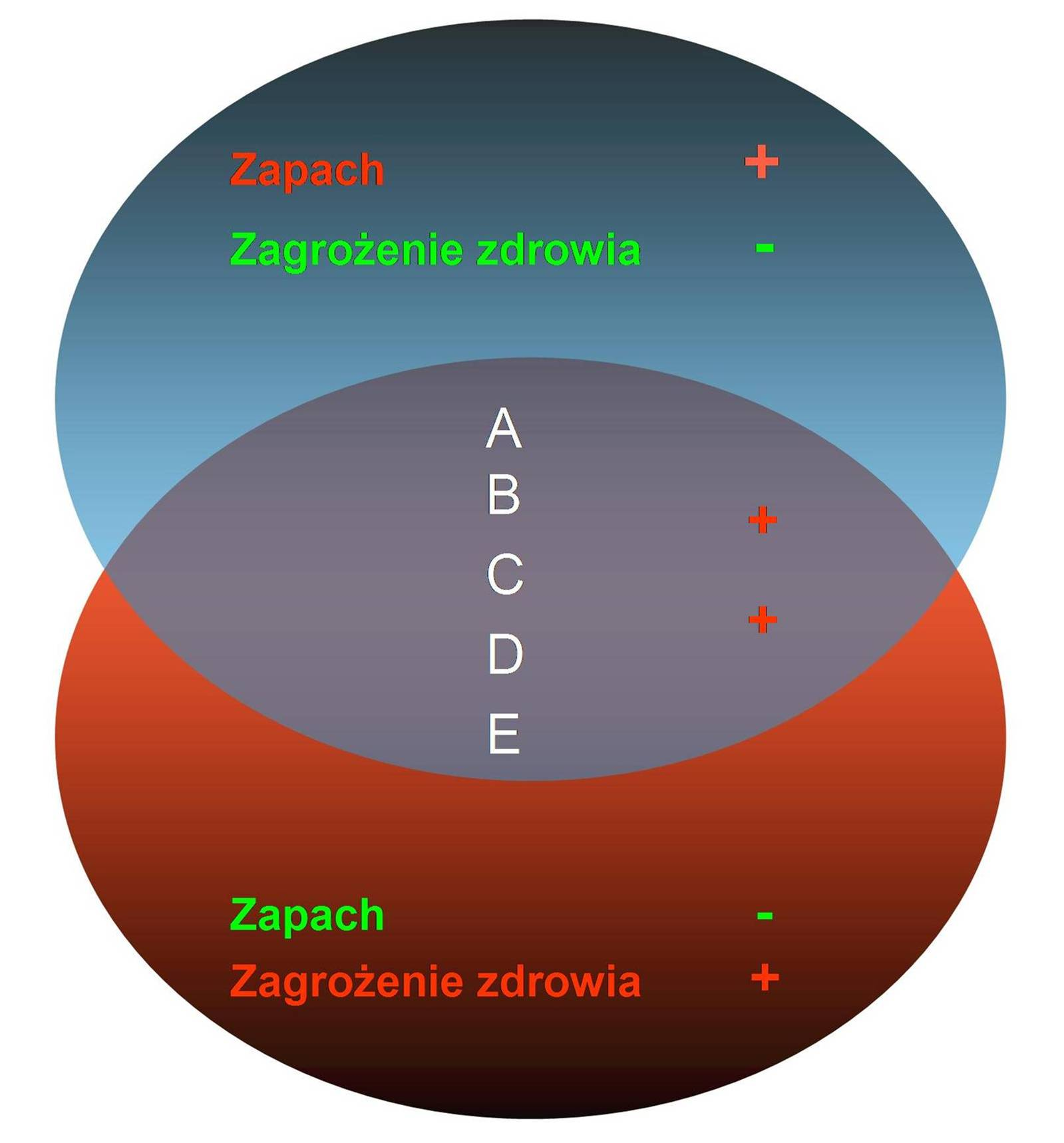
Klasy bezpieczeństwa zapachowego

Klasyfikacja bezpieczeństwa zapachowego – zgrupowanie wonnych zanieczyszczeń powietrza (odorantów), występujących w miejscu pracy, na podstawie  wartości stosunku najwyższego dopuszczalnego stężenia w warunkach pracy (NDS) do progu wyczuwalności zapachu (cth).
Zasadę klasyfikacji ilustruje schemat, na którym przedstawiono dwa główne zbiory zanieczyszczeń powietrza – zbiór związków szkodliwych dla zdrowia (koło dolne) i zbiór związków wonnych (odoranty; koło górne). W obszarze wspólnym występują związki szkodliwe dla zdrowia, których zapach może odgrywać rolę ostrzegawczego sygnału o chemicznym zagrożeniu. W tej grupie J.H.Amoore i E. Hautala wyodrębnili pięć klas bezpieczeństwa, oznaczonych literami A–E. Zakresy wartości stosunku NDS/cth zestawiono w tabeli z informacją o udziale osób, które wyczuwają zapach zanieczyszczenia przed osiągnięciem NDS.
W klasie A zamieszczono związki, których obecność w powietrzu niemal wszyscy pracownicy powinni wyczuć węchem przy stężeniach mniejszych od NDS. Wśród 214 badanych zanieczyszczeń atmosfery przemysłowej kryterium A spełniało 25 związków (12%), np. siarkowodór, trimetyloamina, m-krezol, aldehyd octowy. Do klas D i E zaliczono 25% całej badanej grupy zanieczyszczeń, np. chloroform, benzen, acetylen, chlorek winylu. Są one wyczuwane węchem przed osiągnięciem NDS przez mniej niż połowę pracowników i tylko w takich sytuacjach, gdy percepcji zapachu nie zakłócają inne czynniki, takie jak hałas, konieczność koncentracji na wykonywanych czynnościach zawodowych i inne.
Właściwą interpretację odbieranych węchem sygnałów chemicznych utrudniają nieprzewidywalne interakcje węchowe między odorantami występującymi w mieszaninach (np. maskowanie lub synergizm) oraz zjawiska adaptacji węchu do stopniowo wzrastającego stężenia odorantów. 
| Klasa bezpieczeństwa | Współczynnik bezpieczeństwa NDS / cth | Udział osób wyczuwających zapach w warunkach NDS |
| -------------------- | ------------------------------------- | ------------------------------------------------ |
| A                    | > 500                                 | > 90%                                            |
| B                    | 26 – 500                              | 50 – 90%                                         |
| C                    | 1 – 26                                | < 50%                                            |
| D                    | 0,18 – 1                              | 10 – 50%                                         |
| E                    | < 0,18                                | < 10%                                            |

| a |
| a |
| a |
| a |
| a |
| a |